# Tournoi féminin de l'Union nord-africaine de football 2009
Navigation
Tunisie 2020
Le tournoi féminin de l'Union nord-africaine de football 2009 est la première édition du tournoi féminin de l'Union nord-africaine de football.
La compétition a lieu du 2 au 6 février 2009 en Tunisie, dans les villes de Tunis, Bizerte et Hammam Sousse.

## Format
La compétition se déroule sous la forme d'un petit championnat à l'issue duquel l'équipe qui termine à la première place remporte le titre. 

## Participants
- Algérie
- Égypte
- Tunisie

Le Maroc et la Libye qui devaient aussi participé ont choisi de ne pas prendre part au tournoi. La France et la Syrie devaient aussi figurées en tant qu'invitées.

## Tournoi
| Rang | Équipe  | Pts | J | G | N | P | Bp | Bc | Diff |
| ---- | ------- | --- | - | - | - | - | -- | -- | ---- |
| 1    | Tunisie | 6   | 2 | 2 | 0 | 0 | 7  | 2  | +5   |
| 2    | Algérie | 1   | 2 | 0 | 1 | 1 | 1  | 2  | −1   |
| 3    | Égypte  | 1   | 2 | 0 | 1 | 1 | 3  | 7  | −4   |

### Journée 1
| 2 novembre 2009 | Algérie | 1 - 1 | Égypte | Stade du 15-Octobre, Bizerte |
| 15:00 UTC+1     |         |       |        |                              |
|                 | Rapport |       |        |                              |

### Journée 2
| 4 novembre 2009 | Tunisie          | 1 - 0 | Algérie | Stade municipal Bou Ali-Lahouar, Hammam Sousse |  |
| 15:00 UTC+1     | Fatma Mlayeh 78e |       |         |                                                |  |
| 15:00 UTC+1     | Rapport          |       |         |                                                |  |

### Journée 3
| 6 novembre 2009 | Tunisie | 6 - 2 | Égypte                                        | Stade d'El Menzah, Tunis |  |
| 15:00 UTC+1     | Fatma Mlayeh 5e 72e · Maroua Chebbi 11e (pen.) · Mouna Hannachi (en) 31e · Sabrine Mamay (en) 80e · Marwa Abidi 85e |       | 36e Sarra Abdallah · 83e (pen.) Salwa Mansour |                          |  |
| 15:00 UTC+1     | Rapport |       |                                               |                          |  |